# Спирово (Ефимовское городское поселение)
Спирово — деревня в Ефимовском городском поселении Бокситогорского района Ленинградской области.

## История
Деревня Фекина упоминается на карте Новгородского наместничества 1792 года А. М. Вильбрехта.
Согласно X-ой ревизии 1857 года:

ЧЕРВИНО (СПИРОВО) — деревня, принадлежит Данилевич: хозяйств — 2, жителей: 7 м. п., 7 ж. п., всего 14 чел.; принадлежит Мамаеву: хозяйств — 2, жителей: 7 м. п., 8 ж. п., всего 15 чел.

ФЕКИНО — деревня, принадлежит Колюбакину: хозяйств — 3, жителей: 6 м. п., 10 ж. п., всего 16 чел.; принадлежит Данилевич: хозяйств — 3, жителей: 2 м. п., 5 ж. п., всего 7 чел.

По земской переписи 1895 года:

  
ЧЕРВИНО (СПИРОВО) — деревня, крестьяне бывшие Данилевич: хозяйств — 2, жителей: 5 м. п., 3 ж. п., всего 8 чел.; бывшие Мамаева: хозяйств — 5, жителей: 21 м. п., 9 ж. п., всего 30 чел.

ФЕКИНО — деревня, крестьяне бывшие Колюбакина: хозяйств — 4, жителей: 11 м. п., 11 ж. п., всего 22 чел.; бывшие Данилевич: хозяйств — 2, жителей: 2 м. п., 6 ж. п., всего 8 чел.

В конце XIX — начале XX века деревня административно относилась к Соминской волости 1-го земского участка 3-го стана Устюженского уезда Новгородской губернии.

СПИРОВО — деревня Кобыльского сельского общества, число дворов — 12, число домов — 18, число жителей: 40 м. п., 50 ж. п.; Занятие жителей: лесные промыслы. Река Голоденка. Часовня, земская школа, смежна с усадьбой Спирово.

СПИРОВО — усадьба барона Крюденер-Струве, число дворов — 9, число домов — 3, число жителей: 4 м. п., 4 ж. п.; Занятие жителей: земледелие, лесные промыслы. Река Голоденка. Смежна с дер. Спирово. 

ФЕКИНО — деревня Кобыльского сельского общества, число дворов — 12, число домов — 15, число жителей: 21 м. п., 24 ж. п.; Занятие жителей: лесные промыслы. Тихвинский почтовый тракт. Река Голоденка и колодцы. (1910 год)

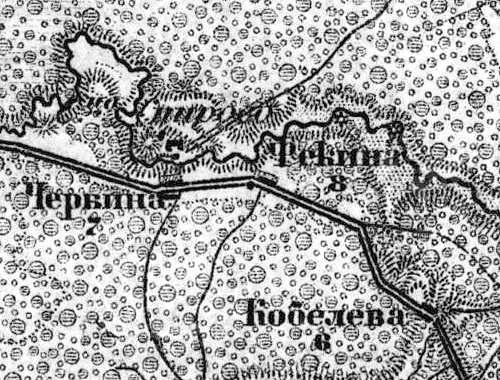
Деревня Спирово на карте 1917 года

Согласно карте Новгородской губернии 1917 года, на территории современной деревни находились: сельцо Спирово, деревня Червина из 7 крестьянских дворов и деревня Фекино, из 8 дворов. Близ деревни находились две водяные мельницы.
С 1917 по 1918 год деревня Спирово входила в состав Тарантаевской волости Тихвинского уезда Новгородской губернии.
С 1918 года, в составе Череповецкой губернии. 
С 1924 года, в составе Соминской волости Устюженского уезда.
С 1927 года, в составе Спировского сельсовета Ефимовского района.
По данным 1933 года деревня Спирово являлась административным центром Спировского сельсовета Ефимовского района, в который входили 5 населённых пунктов: деревни Кобелево, Кобылья Гора, Кожаково, Спирово, Фекино, общей численностью населения 721 человек.
По данным 1936 года в состав сельсовета входили 8 населённых пунктов, 186 хозяйств и 3 колхоза.
С 1954 года, в составе Заголодненского сельсовета.
С 1959 года, в составе Соминского сельсовета.
С 1965 года, в составе Бокситогорского района. В 1965 году население деревни составляло 121 человек.
По данным 1966, 1973 и 1990 годов деревня Спирово также входила в состав Соминского сельсовета Бокситогорского района.
В 1997 году в деревне Спирово Соминской волости проживали 36 человек, в 2002 году — 24 человека (русские — 96 %).
В 2007 году в деревне Спирово Ефимовского ГП проживали 22 человека, в 2010 году — также 22, в 2015 году — 21, в 2016 году — 16 человек.

## География
Деревня расположена в центральной части района на автодороге А114 (Вологда — Новая Ладога).
Расстояние до административного центра поселения — 11 км.
Расстояние до ближайшей железнодорожной станции Ефимовская — 19 км. 
Деревня находится на правом берегу реки Заголоденка.